# Amblyseius sparsus
Amblyseius sparsus är en spindeldjursart som beskrevs av Kolodochka 1990. Amblyseius sparsus ingår i släktet Amblyseius och familjen Phytoseiidae. Inga underarter finns listade i Catalogue of Life.